# گابریلا روئل
گابریلا روئل (اسپانیایی: Gabriela Roel‎؛ زادهٔ ۱۳ دسامبر ۱۹۵۹) بازیگر اهل مکزیک است. وی دانش‌آموختۀ دانشگاه مستقل ملی مکزیک است.
از فیلم‌ها یا برنامه‌های تلویزیونی که وی در آن نقش داشته‌است، می‌توان به ال دورادو و گرینگوی پیر اشاره کرد.